# Gustaf Fredrik von Rosen (1758–1815)
För andra betydelser, se Gustaf Fredrik von Rosen.
Gustaf Fredrik von Rosen, född 5 januari 1758 i Klara församling, Stockholms stad, död 2 maj 1815 i Klara församling, Stockholms stad, var en svensk greve, militär och landshövding. 

## Biografi
Gustaf Fredrik von Rosen var son till greve Fredrik Ulrik von Rosen och grevinnan Hedvig Sofia Stenbock samt dotterson till estländska lantrådet greve Fredrik Magnus Stenbock. 
År 1777 blev von Rosen löjtnant vid Skånska kavalleriregementet och befordrades till  ryttmästare 1786. 1794 utnämndes han till hovmarskalk och blev samma år landshövding i Malmöhus län. Denna post tvangs han dock 1811 (enligt vissa källor 1812) avgå från sedan han misslyckats med att hantera de bondeuppror mot de militära utskrivningarna som vid denna tid skakade Skåne. Han efterträddes som landshövding av Wilhelm af Klinteberg.
Den 5 december 1781 invaldes von Rosen som ledamot nr 80 av Kungliga Musikaliska Akademien.
Mellan 1804 och 1814 var von Rosen ålderman för Sankt Knuts Gille i Lund. Även här efterträddes han av Klinteberg.
Han gifte sig 1783 med Maria Juliana Wahrendorff (1763-1820), dotter till brukspatron Joachim Daniel Wahrendorff och Maria Juliana Rothstein. De fick 11 barn tillsammans, bland andra sönerna Fredrik Daniel, Magnus och Carl Axel von Rosen. En dotter gifte sig med Johan Israel af Ekström, en annan med Johan Daniel Burenstam och ytterligare en med den preussiska ministern vid svenska hovet Friedrich Franz Gottlob Ludwig von Tarrach.